# Aristolochia bracteosa
Aristolochia bracteosa är en piprankeväxtart som beskrevs av Pierre Étienne Simon Duchartre. Aristolochia bracteosa ingår i släktet piprankor, och familjen piprankeväxter. Inga underarter finns listade i Catalogue of Life.